# Milt Bocek
Milton Frank Bocek, Milt Bocek (ur. 16 lipca 1912, zm. 29 kwietnia 2007), baseballista amerykański, który występował na pozycji lewozapolowego
Studiował na University of Wisconsin. Należał do wyróżniających się graczy w baseball i softball. Latem 1933 na zaproszenie menedżera Lew Fonseki wziął udział w testach ekipy Chicago White Sox i wkrótce podpisał zawodowy kontrakt. W Major League Baseball debiutował 3 września 1933, ostatni występ zaliczył w kolejnym sezonie, 2 sierpnia 1934. Jako debiutant w 1933 należał do grona pięciu najmłodszych zawodników ligi. Po 1934 występował w rezerwowych ekipach New York Yankees i St. Louis Cardinals w niższych ligach.
Po zakończeniu występów baseballowych pracował jako kreślarz, był również związany z rodzinnym przedsiębiorstwem wydawniczym. W czasie II wojny światowej służył wojskowo. Był żonaty (żona Victoria zmarła w październiku 2006 po 58 latach małżeństwa), miał troje dzieci (córkę i dwóch synów). Zmarł w kwietniu 2007; w chwili śmierci w wieku 94 lat cieszył się sławą najstarszego żyjącego baseballisty Chicago White Sox.